# 樹紋鏢鱸
樹紋鏢鱸為輻鰭魚綱鱸形目鱸亞目河鱸科的其中一種，分布於美國Cumberland河、Rockcastle河等流域，體長可達7.8公分，棲息在岩石底質的溪流、水塘。